# Théodore Ducos
Jean-Étienne-Théodore Ducos (Bordeaux, 22 augustus 1801 - Parijs, 17 april 1855) was een Frans politicus ten tijde van het Tweede Franse Keizerrijk.
In januari 1851 diende hij kortstondig als minister van Marine. President Lodewijk Napoleon Bonaparte benoemde hem daags na diens staatsgreep van 2 december 1851 in de keizerlijke regering-Bonaparte III als minister van Marine en Kolonies.
Tijdens zijn ministerschap was Frankrijk betrokken in de Krimoorlog. Als minister bevoegd voor de marine diende hij te waken over het troepentransport over zee en de krijgsverrichtingen op de Zwarte Zee. Hierbij werden voor het eerst stoomschepen ingezet in de Franse marine.
Onder zijn ambtstermijn als minister van Kolonies wist Ducos Nieuw-Caledonië te verwerven voor Frankrijk.
Ducos zetelde sinds 4 maart 1853 als senator in de Senaat. Hij overleed onverwacht in dienst op 17 april 1855. Als minister van Marine en Kolonies werd hij opgevolgd door Ferdinand Hamelin.